# 理查德·麦克雷
理查德·阿兰·麦克雷（英語：Richard Alan McCray，1937年11月24日—），出生于洛杉矶，美国天体物理学家。